# Переїзне
Переїзне́ — село Званівської сільської громади Бахмутського району Донецької області, Україна.

## Історія
За даними 1859 року Переїзне (Мала Миколаївка), панське село, над Бахмуткою, 49 господ, 347 осіб.
Колишнє поселення «Приємна Долина», де народився російський письменник XIX ст. Всеволод Гаршин.

## Визначні пам'ятки
- Музей Всеволода Гаршина (Приємна Долина).